# Hörnefors
Hörnefors – miejscowość (tätort) w Szwecji, w regionie administracyjnym (län) Västerbotten, w gminie Umeå.
Według danych Szwedzkiego Urzędu Statystycznego liczba ludności wyniosła: 2514 (31 grudnia 2015), 2538 (31 grudnia 2018) i 2509 (31 grudnia 2019).